# Đorđe Jovanović
Đorđe Jovanović (in serbo Ђорђе Јовановић?; Leposavić, 15 febbraio 1999) è un calciatore serbo, attaccante del Maccabi Haifa in prestito dal Basilea.

## Caratteristiche tecniche
È un centravanti.

## Carriera

### Club
Cresciuto nelle giovanili del Partizan, ha esordito il 15 dicembre 2016 in occasione del match di campionato vinto 2-0 contro lo Spartak Subotica.
Il 1º gennaio 2021 si trasferisce da svincolato al Čukarički.
Il 2 febbraio 2022 viene acquistato dal Maccabi Tel Aviv.

### Nazionale
Il 5 giugno 2022 esordisce in nazionale maggiore nel successo per 4-1 contro la Slovenia.